# Élections municipales de 2026 à Lyon
Pour des articles plus généraux, voir Élections municipales françaises de 2026 et Élections municipales de 2026 dans le Rhône et la métropole de Lyon.
Ne doit pas être confondu avec Élections métropolitaines de 2026 dans la métropole de Lyon.
Les élections municipales de 2026 à Lyon auront lieu en mars 2026, simultanément aux élections métropolitaines. Elles visent au renouvellement des conseils d'arrondissements et du conseil municipal.

## Modalités du scrutin

### Dates
Ces élections se tiendront en mars 2026, les dates précises seront annoncées par décret au moins 3 mois avant le scrutin.

### Mode de scrutin
La ville de Lyon fait office de double exception vis-à-vis du droit commun: d'une part, en application de la loi PLM, les lyonnais élisent, en plus de leur conseil municipal, des conseils d'arrondissements, ces derniers étant alors présidés par des maires d'arrondissements, d'autre part, contrairement à ceux des établissements publics de coopération intercommunale, les conseillers à la métropole de Lyon, en raison de sa nature de collectivité à statut particulier, ne sont pas élus sur le même bulletin que les conseillers municipaux : ils sont élus simultanément aux élections municipales mais lors d'une élection spécifique.

#### Élection des conseillers municipaux
À compter de cette élection, les conseillers municipaux ne sont plus élus par arrondissement, mais sur une liste unique comme dans les autres communes de France. Leur élection se déroule selon un scrutin de liste à deux tours avec prime majoritaire : les candidats se présentent en listes complètes avec la possibilité de deux candidats supplémentaires. Lors du vote, on ne peut faire ni adjonction, ni suppression, ni modification de l'ordre de présentation des listes.
Le nombre de sièges à pourvoir au conseil municipal de Lyon est fixé directement par la loi, il comprend 73 sièges. L'élection se termine au premier tour en cas de majorité absolue. Le cas échéant, un second tour a lieu. Les listes qui ont obtenu au moins 10 % des suffrages exprimés au premier tour peuvent se présenter au second. Les candidats des listes qui ont obtenu plus de 5 % des suffrages exprimés au premier tour peuvent rejoindre une autre liste. 
Par dérogation au droit commun, la liste ayant obtenu le plus de voix se voit attribuer le quart des sièges, et non la moitié, arrondi à l'entier supérieur si nécessaire. Ainsi, la liste majoritaire obtiens automatiquement 19 sièges. Les 54 sièges restants sont attribués à la représentation proportionnelle à la plus forte moyenne aux listes ayant obtenu au moins 5 % des suffrages exprimés au second tour (ou au premier tour en cas de tour unique).

#### Élection des conseillers d'arrondissement
Lors de l'élection, les arrondissements sont assimilés à des communes de plus de 1 000 habitants. Les conseillers d'arrondissements sont élus au suffrage universel direct pour une durée de mandat de six ans selon un scrutin de liste avec prime majoritaire à hauteur de la moitié des sièges à pourvoir.
Le nombre de conseillers dans chaque arrondissement est fixé directement par loi, et a été modifié à compter de ce scrutin.
| Conseillers d'arrondissement | Arrondissements |
| ---------------------------- | --------------- |
| 44                           | 3e              |
| 37                           | 7e              |
| 36                           | 8e              |
| 23                           | 9e              |
| 22                           | 6e              |
| 20                           | 5e              |
| 15                           | 4e              |
| 12                           | 1er et 2e       |

## Contexte

### Scrutin précédent

Liste en tête par arrondissement au premier tour.
Liste en tête et sièges attribués au conseil municipal dans chaque arrondissement au second tour.

Les élections municipales de 2020 ont été marquées par une abstention massive en raison de la pandémie de Covid-19, la participation lors du 1er tour s'étant effondrée de 56 % en 2014 à 39 % en 2020.
Sur la plan local, la ville est prise par l'écologiste Grégory Doucet, au cours de la vague verte qui a vu l'élection des écologistes à la tête de plusieurs grandes villes de France.
En tête lors du premier tour, les listes écologistes ont fusionné au second tour avec l'ensemble des autres partis de gauche face à une alliance partielle entre La République en marche et Les Républicains, remportant ainsi une majorité absolue des suffrages, sept des neuf mairies d'arrondissement et autant des sièges au conseil municipal que l'ensemble de la gauche en avait obtenu lors des dernières élections.
Comme en 2014, seules les mairies du 2e et du 6e arrondissement sont dirigés par la droite qui recule de 3 sièges au niveau municipal.
Sans obtenir de mairie d'arrondissement, le macroniste dissident Georges Képénékian parvient tout de même à envoyer 4 élus au conseil municipal.
Le Rassemblement national disparait complètement de la scène politique municipale, perdant non seulement son seul siège au conseil municipal, mais ne parvenant pas non plus à se maintenir dans n'importe lequel des arrondissements.

### Contexte politique local
Après l'élection de Grégory Doucet à la mairie de Lyon, les écologistes ne confirment pas leur ancrage lors des régionales de 2021, la liste Les Républicains de Laurent Wauquiez parvenant largement en tête du premier tour sur Lyon mais restent le principal parti de gauche de la ville, ce qui leur permet de prendre la tête de la liste fusionnée de la gauche au second tour. Cette union surpasse la droite au second tour dans la capitale des Gaules sans pour autant parvenir à remporter la région Auvergne-Rhône-Alpes.
La gauche reste majoritaire lors de l'élection présidentielle de 2022 mais les écologistes se voient retirer leur statut de leaders de la gauche par La France insoumise de Jean-Luc Mélenchon, qui talonne Emmanuel Macron au premier tour. Le président sortant est largement choisi par la population lyonnaise au second tour avec près de 80% des suffrages. Les candidats de la Nouvelle union populaire écologique et sociale remportent deux des quatre circonscriptions législatives de Lyon lors des élections législatives de 2022 tandis que la coalition présidentielle remporte les deux autres.
Pour les élections européennes de 2024, la liste socialiste menée par Raphaël Glucksmann devance d'une courte tête la liste insoumise de Manon Aubry. Les élections législatives anticipées qui suivent voient la gauche réunie sous la bannière du Nouveau front populaire remporter l'ensemble des circonscriptions lyonnaises,.

## Candidats

### Parti Communiste Francais
Le 4 mars 2025, le parti communiste français annonce le lancement de sa démarche pour les élections municipales de 2026 sous le nom "Lyon Capitale du Bonheur", en référence tout à la fois à Lyon, capitale de la Résistance durant la 2de Guerre mondiale, et au programme du Conseil national de le Résistance : "Les Jours Heureux". Le 22 juin 2025, les 500 adhérents du parti désigne Augustin Pesche, adjoint au sport du 8e arrondissement, comme chef de file aux élections municipales.

### La France Insoumise
L'adjoint au maire insoumis Laurent Bosetti, tout en souhaitant voir le poids de La France insoumise dans la représentation municipale augmenter, déclare vouloir à l'union de la gauche et appelle également le Parti socialiste à ne pas présenter de liste autonome, une position que ne partage pas son mouvement à l'échelle nationale. Il annonce finalement son départ pour L'Après en mai 2025, s'affirmant en désaccord avec la stratégie de La France insoumise.
Début juillet 2025, Anaïs Belouassa-Cherifi, députée de la 1re circonscription, indique préparer une candidature pour présenter une liste La France insoumise au premier tour des élections municipales.

### Les Écologistes
Grégory Doucet déclare au milieu de son mandat souhaiter briguer un deuxième mandat, qu'il estime « nécessaire » pour mener à bien les projets entrepris par sa majorité depuis son élection,. Il souhaite également une liste unique avec les composantes de sa majorité, équivalente au Nouveau Front populaire à l'échelle municipale.

### Renaissance
Le parti présidentiel nomme le 20 mars 2025 l'ancien député du Rhône et ancien maire du 5e arrondissement Thomas Rudigoz pour mener la campagne municipale. Toutefois, cette désignation ne l'officialise par comme candidat, des rumeurs apparaissant sur la possibilité d'une candidature de l'ancien président de l'Olympique lyonnais Jean-Michel Aulas, qu'Emmanuel Macron et Gabriel Attal réfléchissent à soutenir,.

### Les Républicains
Pierre Oliver, maire Les Républicains du 2e arrondissement, annonce sa candidature en mars 2025,.

### Rassemblement National - UDR
Alexandre Humbert Dupalais, candidat défait lors des législatives de 2024 dans la 11e circonscription indique en juin 2025 qu'il conduira une liste rassemblant l'Union des droites pour la République et le Rassemblement national.

### Divers
En 2023, le chef cuisinier Christophe Marguin, élu à la métropole indique qu'il souhaite se présenter lors de prochaines élections municipales.
Georges Képénékian, ancien maire de Lyon par intérim pendant le passage de Gérard Collomb au ministère de l'Intérieur et dont il fût également le premier adjoint entre 2014 et 2020, annonce sa candidature sans étiquette en février 2025, après sa tentative infructueuse lors du précédent scrutin,.

## Sondages
Tout sondage d'opinion est affecté par une marge d'erreur.
Une couleur arbitraire est associée à chaque institut de sondage ; ces couleurs sont une aide visuelle et ne correspondent pas à une tendance politique.

### Premier tour
| Source    | Date de réalisation  | Échantillon | LFI               | LÉ        | PS-PCF    | PP-PRG         | DVC           | RE-MoDem-HOR  | SE       | LR       | RN      | REC    |
| Source    | Date de réalisation  | Échantillon | Belouassa-Cherifi | Doucet    | Runel     | Perrin-Gilbert | Képénékian    | Cucherat      | Aulas    | Oliver   | Joncour | Marion |
| --------- | -------------------- | ----------- | ----------------- | --------- | --------- | -------------- | ------------- | ------------- | -------- | -------- | ------- | ------ |
| Source    | Date de réalisation  | Échantillon |                   |           |           |                |               |               |          |          |         |        |
| Harris    | 18-25 juin 2025      | 1 355       | 12                | 27 Doucet | 27 Doucet | 6              | 7             | 36 Aulas      | 36 Aulas | 36 Aulas | 12      | —      |
| Elabe     | 26 mars-2 avril 2025 | 1 100       | 14                | 22        | 7         | 6              | 8             | 24 Aulas      | 24 Aulas | 10       | 9       | —      |
| Elabe     | 26 mars-2 avril 2025 | 1 100       | 37 Doucet         | 37 Doucet | 37 Doucet | 7              | 9             | 28 Aulas      | 28 Aulas | 10       | 9       | —      |
| Elabe     | 26 mars-2 avril 2025 | 1 100       | 38 Doucet         | 38 Doucet | 38 Doucet | 6              | 12            | 34 Aulas      | 34 Aulas | 34 Aulas | 10      | —      |
| Cluster17 | 22-27 février 2025   | 702         | 11                | 22        | 11        | —              | 15 Képénékian | 15 Képénékian | 17       | 11       | 10      | 3      |

N.B. :
- en gras sur fond blanc les candidats qualifiés au second tour dans le sondage.

## Résultats
| Secteur                | Maire sortant(e)       | Parti | Parti | Maire élu(e) | Parti | Parti |
| ---------------------- | ---------------------- | ----- | ----- | ------------ | ----- | ----- |
| Lyon                   | Grégory Doucet         |       | LÉ    |              |       |       |
|                        |                        |       |       |              |       |       |
| 1er                    | Yasmine Bouagga        |       | LÉ    |              |       |       |
| 2e                     | Pierre Oliver          |       | LR    |              |       |       |
| 3e                     | Marion Sessiecq        |       | LÉ    |              |       |       |
| 4e                     | Rémi Zinck             |       | LÉ    |              |       |       |
| 5e                     | Nadine Georgel         |       | LÉ    |              |       |       |
| 6e                     | Pascal Blache          |       | HOR   |              |       |       |
| 7e                     | Fanny Dubot            |       | LÉ    |              |       |       |
| 8e                     | Olivier Berzane        |       | LÉ    |              |       |       |
| 9e                     | Anne Braibant-Thoraval |       | LÉ    |              |       |       |
| * Ne se représente pas |                        |       |       |              |       |       |

### Résultats généraux
|                          |                            |          |              |              |             |             |        |  |  |
| Tête de liste            | Tête de liste              | Liste    | Premier tour | Premier tour | Second tour | Second tour | Sièges |  |  |
| Tête de liste            | Tête de liste              | Liste    | Voix         | %            | Voix        | %           | Sièges |  |  |
|                          | Grégory Doucet             | LÉ       |              |              |             |             |        |  |  |
|                          |                            |          |              |              |             |             |        |  |  |
|                          | Alexandre Humbert Dupalais | UDR - RN |              |              |             |             |        |  |  |
|                          |                            |          |              |              |             |             |        |  |  |
|                          | Georges Képénékian         |          |              |              |             |             |        |  |  |
|                          |                            |          |              |              |             |             |        |  |  |
|                          | Christophe Marguin         |          |              |              |             |             |        |  |  |
|                          |                            |          |              |              |             |             |        |  |  |
|                          | Pierre Oliver              | LR       |              |              |             |             |        |  |  |
|                          |                            |          |              |              |             |             |        |  |  |
|                          |                            |          |              |              |             |             |        |  |  |
| Votes valides            |                            |          |              |              |             |             |        |  |  |
| Votes blancs             |                            |          |              |              |             |             |        |  |  |
| Votes nuls               |                            |          |              |              |             |             |        |  |  |
| Total                    | Total                      | Total    |              | 100          |             | 100         | 73     |  |  |
| Abstention               |                            |          |              |              |             |             |        |  |  |
| Inscrits / participation |                            |          |              |              |             |             |        |  |  |

### Résultats par arrondissement

#### 1erarrondissement
|                          |               |       |              |              |             |             |        |  |  |
| Tête de liste            | Tête de liste | Liste | Premier tour | Premier tour | Second tour | Second tour | Sièges |  |  |
| Tête de liste            | Tête de liste | Liste | Voix         | %            | Voix        | %           | Sièges |  |  |
|                          |               |       |              |              |             |             |        |  |  |
|                          |               |       |              |              |             |             |        |  |  |
|                          |               |       |              |              |             |             |        |  |  |
|                          |               |       |              |              |             |             |        |  |  |
|                          |               |       |              |              |             |             |        |  |  |
| Votes valides            |               |       |              |              |             |             |        |  |  |
| Votes blancs             |               |       |              |              |             |             |        |  |  |
| Votes nuls               |               |       |              |              |             |             |        |  |  |
| Total                    | Total         | Total |              | 100          |             | 100         | 12     |  |  |
| Abstention               |               |       |              |              |             |             |        |  |  |
| Inscrits / participation |               |       |              |              |             |             |        |  |  |

#### 2earrondissement
|                          |               |       |              |              |             |             |        |  |  |
| Tête de liste            | Tête de liste | Liste | Premier tour | Premier tour | Second tour | Second tour | Sièges |  |  |
| Tête de liste            | Tête de liste | Liste | Voix         | %            | Voix        | %           | Sièges |  |  |
|                          | Pierre Oliver | LR    |              |              |             |             |        |  |  |
|                          |               |       |              |              |             |             |        |  |  |
|                          |               |       |              |              |             |             |        |  |  |
|                          |               |       |              |              |             |             |        |  |  |
|                          |               |       |              |              |             |             |        |  |  |
| Votes valides            |               |       |              |              |             |             |        |  |  |
| Votes blancs             |               |       |              |              |             |             |        |  |  |
| Votes nuls               |               |       |              |              |             |             |        |  |  |
| Total                    | Total         | Total |              | 100          |             | 100         | 12     |  |  |
| Abstention               |               |       |              |              |             |             |        |  |  |
| Inscrits / participation |               |       |              |              |             |             |        |  |  |

#### 3earrondissement
|                          |                    |       |              |              |             |             |        |  |  |
| Tête de liste            | Tête de liste      | Liste | Premier tour | Premier tour | Second tour | Second tour | Sièges |  |  |
| Tête de liste            | Tête de liste      | Liste | Voix         | %            | Voix        | %           | Sièges |  |  |
|                          | Grégory Doucet     | LÉ    |              |              |             |             |        |  |  |
|                          |                    |       |              |              |             |             |        |  |  |
|                          | Georges Képénékian |       |              |              |             |             |        |  |  |
|                          |                    |       |              |              |             |             |        |  |  |
|                          |                    |       |              |              |             |             |        |  |  |
| Votes valides            |                    |       |              |              |             |             |        |  |  |
| Votes blancs             |                    |       |              |              |             |             |        |  |  |
| Votes nuls               |                    |       |              |              |             |             |        |  |  |
| Total                    | Total              | Total |              | 100          |             | 100         | 44     |  |  |
| Abstention               |                    |       |              |              |             |             |        |  |  |
| Inscrits / participation |                    |       |              |              |             |             |        |  |  |

#### 4earrondissement
|                          |               |       |              |              |             |             |        |  |  |
| Tête de liste            | Tête de liste | Liste | Premier tour | Premier tour | Second tour | Second tour | Sièges |  |  |
| Tête de liste            | Tête de liste | Liste | Voix         | %            | Voix        | %           | Sièges |  |  |
|                          |               |       |              |              |             |             |        |  |  |
|                          |               |       |              |              |             |             |        |  |  |
|                          |               |       |              |              |             |             |        |  |  |
|                          |               |       |              |              |             |             |        |  |  |
|                          |               |       |              |              |             |             |        |  |  |
| Votes valides            |               |       |              |              |             |             |        |  |  |
| Votes blancs             |               |       |              |              |             |             |        |  |  |
| Votes nuls               |               |       |              |              |             |             |        |  |  |
| Total                    | Total         | Total |              | 100          |             | 100         | 15     |  |  |
| Abstention               |               |       |              |              |             |             |        |  |  |
| Inscrits / participation |               |       |              |              |             |             |        |  |  |

#### 5earrondissement
|                          |               |       |              |              |             |             |        |  |  |
| Tête de liste            | Tête de liste | Liste | Premier tour | Premier tour | Second tour | Second tour | Sièges |  |  |
| Tête de liste            | Tête de liste | Liste | Voix         | %            | Voix        | %           | Sièges |  |  |
|                          |               |       |              |              |             |             |        |  |  |
|                          |               |       |              |              |             |             |        |  |  |
|                          |               |       |              |              |             |             |        |  |  |
|                          |               |       |              |              |             |             |        |  |  |
|                          |               |       |              |              |             |             |        |  |  |
| Votes valides            |               |       |              |              |             |             |        |  |  |
| Votes blancs             |               |       |              |              |             |             |        |  |  |
| Votes nuls               |               |       |              |              |             |             |        |  |  |
| Total                    | Total         | Total |              | 100          |             | 100         | 20     |  |  |
| Abstention               |               |       |              |              |             |             |        |  |  |
| Inscrits / participation |               |       |              |              |             |             |        |  |  |

#### 6earrondissement
|                          |               |       |              |              |             |             |        |  |  |
| Tête de liste            | Tête de liste | Liste | Premier tour | Premier tour | Second tour | Second tour | Sièges |  |  |
| Tête de liste            | Tête de liste | Liste | Voix         | %            | Voix        | %           | Sièges |  |  |
|                          |               |       |              |              |             |             |        |  |  |
|                          |               |       |              |              |             |             |        |  |  |
|                          |               |       |              |              |             |             |        |  |  |
|                          |               |       |              |              |             |             |        |  |  |
|                          |               |       |              |              |             |             |        |  |  |
| Votes valides            |               |       |              |              |             |             |        |  |  |
| Votes blancs             |               |       |              |              |             |             |        |  |  |
| Votes nuls               |               |       |              |              |             |             |        |  |  |
| Total                    | Total         | Total |              | 100          |             | 100         | 22     |  |  |
| Abstention               |               |       |              |              |             |             |        |  |  |
| Inscrits / participation |               |       |              |              |             |             |        |  |  |

#### 7earrondissement
|                          |               |       |              |              |             |             |        |  |  |
| Tête de liste            | Tête de liste | Liste | Premier tour | Premier tour | Second tour | Second tour | Sièges |  |  |
| Tête de liste            | Tête de liste | Liste | Voix         | %            | Voix        | %           | Sièges |  |  |
|                          |               |       |              |              |             |             |        |  |  |
|                          |               |       |              |              |             |             |        |  |  |
|                          |               |       |              |              |             |             |        |  |  |
|                          |               |       |              |              |             |             |        |  |  |
|                          |               |       |              |              |             |             |        |  |  |
| Votes valides            |               |       |              |              |             |             |        |  |  |
| Votes blancs             |               |       |              |              |             |             |        |  |  |
| Votes nuls               |               |       |              |              |             |             |        |  |  |
| Total                    | Total         | Total |              | 100          |             | 100         | 37     |  |  |
| Abstention               |               |       |              |              |             |             |        |  |  |
| Inscrits / participation |               |       |              |              |             |             |        |  |  |

#### 8earrondissement
|                          |               |       |              |              |             |             |        |  |  |
| Tête de liste            | Tête de liste | Liste | Premier tour | Premier tour | Second tour | Second tour | Sièges |  |  |
| Tête de liste            | Tête de liste | Liste | Voix         | %            | Voix        | %           | Sièges |  |  |
|                          |               |       |              |              |             |             |        |  |  |
|                          |               |       |              |              |             |             |        |  |  |
|                          |               |       |              |              |             |             |        |  |  |
|                          |               |       |              |              |             |             |        |  |  |
|                          |               |       |              |              |             |             |        |  |  |
| Votes valides            |               |       |              |              |             |             |        |  |  |
| Votes blancs             |               |       |              |              |             |             |        |  |  |
| Votes nuls               |               |       |              |              |             |             |        |  |  |
| Total                    | Total         | Total |              | 100          |             | 100         | 36     |  |  |
| Abstention               |               |       |              |              |             |             |        |  |  |
| Inscrits / participation |               |       |              |              |             |             |        |  |  |

#### 9earrondissement
|                          |               |       |              |              |             |             |        |  |  |
| Tête de liste            | Tête de liste | Liste | Premier tour | Premier tour | Second tour | Second tour | Sièges |  |  |
| Tête de liste            | Tête de liste | Liste | Voix         | %            | Voix        | %           | Sièges |  |  |
|                          |               |       |              |              |             |             |        |  |  |
|                          |               |       |              |              |             |             |        |  |  |
|                          |               |       |              |              |             |             |        |  |  |
|                          |               |       |              |              |             |             |        |  |  |
|                          |               |       |              |              |             |             |        |  |  |
| Votes valides            |               |       |              |              |             |             |        |  |  |
| Votes blancs             |               |       |              |              |             |             |        |  |  |
| Votes nuls               |               |       |              |              |             |             |        |  |  |
| Total                    | Total         | Total |              | 100          |             | 100         | 23     |  |  |
| Abstention               |               |       |              |              |             |             |        |  |  |
| Inscrits / participation |               |       |              |              |             |             |        |  |  |